# Povodeň v Čechách (1872)

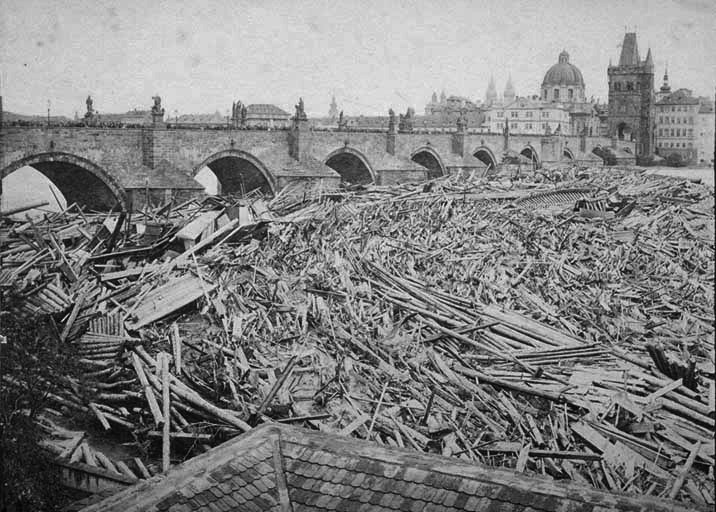
Naplavené dřevo u Karlova mostu (Foto František Fridrich)

Přívalová povodeň, která zasáhla ve dnech 25. května a 26. května 1872 západní a střední Čechy, patřila k nejničivějším spolehlivě zdokumentovaným přírodním katastrofám na českém území, na Berounce dosáhla úrovně tisícileté vody.
Na frontálním rozhraní se v oblasti povodí Blšanky a Střely vytvořila cyklóna, která způsobila 25. května odpoledne velmi intenzivní přívalové srážky, v Mladoticích spadlo za hodinu a půl rekordních 237 mm. V Berouně dosáhl průtok Berounky dosud nepřekonaných 2500 metrů krychlových za sekundu, Vltava v Praze kulminovala při průtoku 3300 m³/s. Protože hlavní záplavová vlna přišla v noci, došlo ke značným ztrátám na životech: oficiálně bylo napočítáno 337 mrtvých, nejhůře postiženy byly Holedeč (43 osob) a Nebřeziny (40 osob). Zahynulo také velké množství domácích zvířat, tisíce lidí přišly o své domy, na Blšance byly protrženy hráze pěti rybníků, rozsáhlý sesuv půdy způsobil přehrazení Mladotického potoka a vytvořil Odlezelské jezero a na stejném potoce došlo k protržení rozlehlého Mladotického rybníka. Na Javornici byl pobořen Strachovický most. 